# 相良定頼
相良 定頼（さがら さだより）は、南北朝時代の武将。相良氏6代当主。5代当主・相良頼広の長男。

## 略歴

### 建武の新政後
南北朝の動乱期において、相良氏の宗家・分家は双方の陣営に分かれて戦った。相良家内の争いは定頼の代では収まらず、以後約100年続くことになる。
建武2年（1335年）、父・頼広が日向国で足利家の所領を攻撃した一方で、定頼と祖父・相良長氏入道は、当時九州で最も有力な武士であった少弐貞経・頼尚親子に服属して、武家政権を支持した。父頼広から家督を譲られた時期は不明で、両者がどのような関係であったのかよくわかっていない。相良家では隠居した長氏の影響力が強く、孫の定頼は早くから次期当主として遇されていたため、隠居したものの頼広よりも長命だった4代当主の長氏から、実際上は直接家督を譲られたとも考えられるが、系図上は定頼を6代当主とする。
建武3年/延元元年（1336年）、足利尊氏の教書から大隅国の南朝方肝付兼重討伐の命を受けたが、球磨郡内の南朝方が多勢であったため動けず、家臣の税所宗円を派遣した。他方で新田義貞攻めの兵を京へ送るようにも指示された。これに応じて家臣の税所延継が兵を率いて上京したようであるが、ほどなく足利尊氏は京を追われ、豊島河原合戦で敗れ、九州に落ち延びて少弐頼尚に迎えられた。
この政変の影響で、球磨郡でも多良木経頼が義兵（南朝）を上げて蜂起。定頼はこれと戦うのに忙しく、足利・少弐に援兵を送ることはできなかった。定頼は木上城を攻略するが、上球磨の多良木氏の勢いは衰えずになかなか鎮定できなかったので、尊氏が九州探題として残した一色範氏が家臣橘公好を派遣して助力させた。また今川助時を肥後国の鎮定に派遣していたが、彼は榊源三郎をして名和氏（南朝）の代官内河義真が守る八代城（球磨への交通の要所）を攻めさせた。
延元2年/建武4年（1337年）4月、相良氏一族で一武の地頭犬童重氏が上京して北朝軍に加わって軍功を上げた。同年10月、筑前国嘉摩郡での合戦に、定頼は大蔵松石丸を名代として豊前成恒荘より兵を出した。しかし依然として球磨郡は鎮定されていなかった。
延元3年/建武5年（1338年）の初め、一色範氏は南朝方の南肥後の拠点となっていた多良木経頼を討つべく、相良定長（孫二郎）を球磨に下向させた。他方、菊池武重との決戦を控えた少弐頼尚は、相良氏を懐柔して味方に留めておくために初代・相良長頼の頃に没収された人吉庄北方の所領（旧北条氏領）を、長氏への恩賞として与えた。長氏入道はこの所領を孫に譲り、定頼は名実共に人吉城主となった。
興国元年/暦応3年（1340年）、叔父相良祐長が長氏に不満を持って、経頼に内通して、山田城にいた少弐頼尚の代官を放逐して南朝に従うことを宣言し、定頼に反旗を翻した。少弐頼尚は怒り、相良定長にこれを討つように命じた。同時に一色範氏も、相良定長と相良長氏に軍勢催促状を出して討つように命じた。しかし多良木経頼は頑強に抵抗したので、少弐頼尚は甥の筑後経尚を名代として送った。経尚は相良定長・相良景宗・税所宗円などを率いて、経頼と祐長を分断するために中球磨にある砦を次々と落とした。経頼は城を出て野戦したが、築地原合戦で敗れて退いた。経尚は西に戻って山田城を攻囲して落とし、東に進んで多良木氏の根拠地である鍋城を攻略した。経尚は城から脱出した南朝諸将に対して警戒を怠らぬように定頼に訓示して帰還したが、経頼・祐長は西村にある小牧城に再び立て籠もった。
興国2年/暦応4年（1341年）、定頼は小牧城を攻撃したが落とせなかった。興国3年/暦応5年（1342年）、少弐頼尚は再び相良定長らに攻撃を命じたが、今度は逆に多良木経頼の反撃にあって、久米郷木原合戦では双方に大きな被害があった。

### 征西府と観応の擾乱
興国4年/康永2年（1343年）、少弐頼尚は薩摩国に上陸した懐良親王の北上を阻むべく南九州の南朝諸将を懐柔しようとして、多良木経頼にも所領安堵を約して、定頼と一時的に和睦させた。興国7年/貞和2年（1346年）、親王の先導を務める中院義定（中院定平）は定頼にも義兵を要請したが、定頼はこれを拒否して少弐頼尚に従った。少弐頼尚は南朝に呼応した恵良惟澄と戦って守山城を攻めて、 定頼も出陣して八代城を攻める筑後経尚の軍勢に合流した。結局は、両城とも落とせなかったが、翌年、頼尚は定頼に八代郡の7ヵ所の所領を恩賞として与えた。正平3年/貞和4年（1348年）、懐良親王は宇土に上陸して阿蘇惟時に迎えられ、無事に御船を通過して、菊池氏の本拠隈府城に入ってこれを征西府とした。これにより肥後国の形勢は南朝側に大きく傾いた。
さらに正平4年/貞和5年（1349年）、尊氏に追われた長門探題足利直冬が側近河尻幸俊の助けで肥後に入った。所謂、観応の擾乱であるが、直冬は南朝勢と通じつつ、大宰府を目指して北上し、少弐頼尚と連合して、一色範氏と争うという、複雑な対立構造となった。同じ頃、球磨郡では、多良木経頼が再び挙兵して、久米の領主橘道公も同調し、河尻幸俊を通じて直冬とも組した。定頼はすぐに攻撃したが、またもや鎮定することができなかった。頼みの少弐頼尚は中立となって助力はしてくれず、一方で一色範氏は相良側に恩賞を与えて都督していたが、結局は範氏は直冬に博多を追われた。
足利尊氏は九州下向を予定していたが、東国での足利直義の挙兵により中止。援軍のあてを失った一色範氏は窮余の策として南朝と連合した。正平6年/観応2年（1351年）、中央政界でも「正平一統」があって、南朝は大友氏泰（一色方）に直義・直冬の追討を命じた。ところが、直義が急死すると、後ろ盾を失った直冬は南朝に降ってこれと連合。尊氏も再び北朝を擁したため、範氏と南朝の連合は崩れた。
大友氏、島津氏、相良氏と連合する一色範氏は、定頼のもとに家臣一色範親を球磨に派遣して、南肥後の鎮定を目指した。正平7年/文和元年（1352年）に一色範親は相良定長と共に葦北湯浦秀基の野角城（のずみじょう）を攻略し、正平8年/文和2年（1353年）、目田河原合戦でも南朝側に勝利した。同じ頃、日向守護畠山直顕は直冬方で、大隅や真幸院を巡って薩摩の島津貞久と争っていた。一色範氏は島津からの援軍要請を受けて、西方の球磨からは相良勢と一色範親を、北からは大友氏時と一色範光に攻めさせ、島津勢と合わせて三方から攻撃した。しかし畠山直顕はこれに屈せず、南朝方の多良木経頼や須恵彦三郎と連携を密にし、薩摩の南朝義兵を蜂起させて葦北の内河義真に呼応させたので、島津師久は逆に碇山城を襲われた。直顕は菊池武光の援兵も得て、結局、一色範親らの攻撃を撃退した。範親と定頼は再び矛先を多良木経頼へ向けるがこれは上手く行かず、直顕は一色勢の苦戦をみて、逆に大隅に進出して島津貞久を攻撃した。
他方、正平9年/文和3年（1354年）、懐良親王は菊池武光と少弐頼尚（直冬方）連合軍を率いて豊後国に進撃し、国府を落として大友氏泰・氏時親子を降伏させた。翌正平10年/文和4年（1355年）、北九州で拠点を失った一色範氏は遂に九州を追われて長門に敗走した。ただし一色範親は依然として球磨にあり、島津・相良連合で、畠山直顕と戦った。定頼は日向に侵攻して、田上城、稲荷城を落とし、取り返しにきた畠山勢と交戦した。
正平13年/延文3年（1358年）、幕府は一色直氏を2代目の九州探題として送り込んだが、菊池武光により撃退された。既に直冬の勢力は全国的に崩壊しており、南朝は畠山直顕を討ち、正平14年/延文4年（1359年）には筑後川の戦いで少弐頼尚・大友氏時を倒した。これにより懐良親王と菊池武光は九州の制圧をほぼ完成させた。唯一残った南九州に対して、幕府は定頼に日向国北郷の家職を与え、20年以上前の家臣永留頼常の功に恩賞を与えるなどして、北朝側への引き留め工作を行った。
正平15年/延文5年（1360年）、幕府は斯波氏経を4代目の九州探題とした。氏経は大友氏を頼り、島津師久・氏久兄弟に多良木経頼を攻めさせたり、定頼に阿蘇氏と同盟させたりしたが、結局は長者原合戦で大敗して放逐された。南朝勢圧勝の状況で、一色範親の立場は極めて脆弱になった。しかし日向を中心とした狭い範囲に限られたものの、幕府の唯一の出先機関として彼は一定の権威は保持し続け、約十年、南九州は他とは異なる混沌とした状態が続いた。

### 定頼の死
正平年間の末（1370年）には、定頼は無量壽院（無量寿院）を設けて隠居していたとされ、法名を契阿と称した。すでに世子の前頼に家督を譲っていたと云うが、応安5年（1372年）8月25日に死去し、これにあわせて家臣3～6名が殉死して御供した。定頼は、球磨郡内の統一は果たせなかったが、状勢が激しく変わるなかでも一貫して武家政権を支持し、幕府に忠実であった。戦乱に乗じて肥後国や特に日向で勢力を拡大した。なお、正平7年/文和元年（1352年）、足利尊氏は定頼を大隅守に任じた。正平12年/延文2年（1357年）には同じく遠江守を叙任されている。